# Paulo Henrique Carneiro Filho
Paulo Henrique Carneiro Filho, ou simplesmente Paulo Henrique (João Pessoa, 13 de Março de 1989) é um ex-futebolista brasileiro que atuava como atacante.

## Carreira

### Atlético Mineiro
Começou a carreira nas categorias de base do Atlético Mineiro, em 2005, sendo promovido ao time profissional em 2007. Sua primeira partida como profissional foi em 10 de junho de 2007, pelo Campeonato Brasileiro, na vitória sobre o São Paulo por 1–0, onde Paulo Henrique substituiu Galvão no segundo tempo e marcou o gol da vitória. Desde aí ganhou a confiança da torcida e do técnico da época, Zetti. No total, foram 13 jogos, 3 como titular, e 3 gols marcados. No dia 21 de agosto de 2007, Paulo Henrique se transferiu para o SC Heerenveen, da Holanda.

### Heerenveen
O jogador Paulo Henrique iniciou sua aventura na Holanda em Dezembro de 2007, na estreia contra o Nac Breda, em que o jogo terminou em 5–1, com dois golos dele. Depois disso, Paulo caiu nas graças da torcida e jogou 107 jogos, marcou 36 golos e ganhou a Copa de Holanda de 2009, até retornar ao Brasil para jogar no Palmeiras.

### Palmeiras
No dia 6 de abril, o jogador foi comprado pela Traffic e repassado ao Palmeiras até dezembro de 2011. Mas, sem sucesso no Palmeiras, e não sendo aproveitado, foi dispensado.

### Westerlo
Sem chances no clube após a chegada do técnico Luiz Felipe Scolari, Paulo Henrique acertou sua transferência, em agosto de 2010, para o Westerlo, da Bélgica. O brasileiro chegou ao clube como uma das esperanças do clube para conquistar títulos. E logo em sua primeira temporada, Paulo Henrique tornou-se o principal jogador do clube na temporada, com 22 gols nas duas competições disputadas, o título do playoff 2 do Campeonato Belga, o segundo lugar da Copa da Bélgica e a classificação para a Liga Europa 2011/12.

### Trabzonspor
Em 16 de junho, a Traffic anuncia que o jogador estava de saída do Westerlo da Bélgica pois havia sido negociado com o Trabzonspor, fechando contrato de 4 anos com o clube turco, sendo que no primeiro ano fez 42 jogos e apontou apenas três golos. No ano seguinte realizou onze jogos, divididos entre dez na liga turca e um na Liga Europa, e marcou dois golos.
Paulo Henrique seria emprestado ao Sporting de Portugal em janeiro de 2013, mas a troca de treinador na semana da negociação fez com que ele continuasse no Trabzonspor, da Turquia.

### Shanghaï Shenhua
Em 2014, atuou pelo Shanghaï Shenhua, da China.

## Títulos
Heerenveen
- Copa dos Países Baixos: 2008–09

Sport
- Taça Ariano Suassuna: 2017
- Campeonato Pernambucano: 2017